# VACTERL-Assoziation

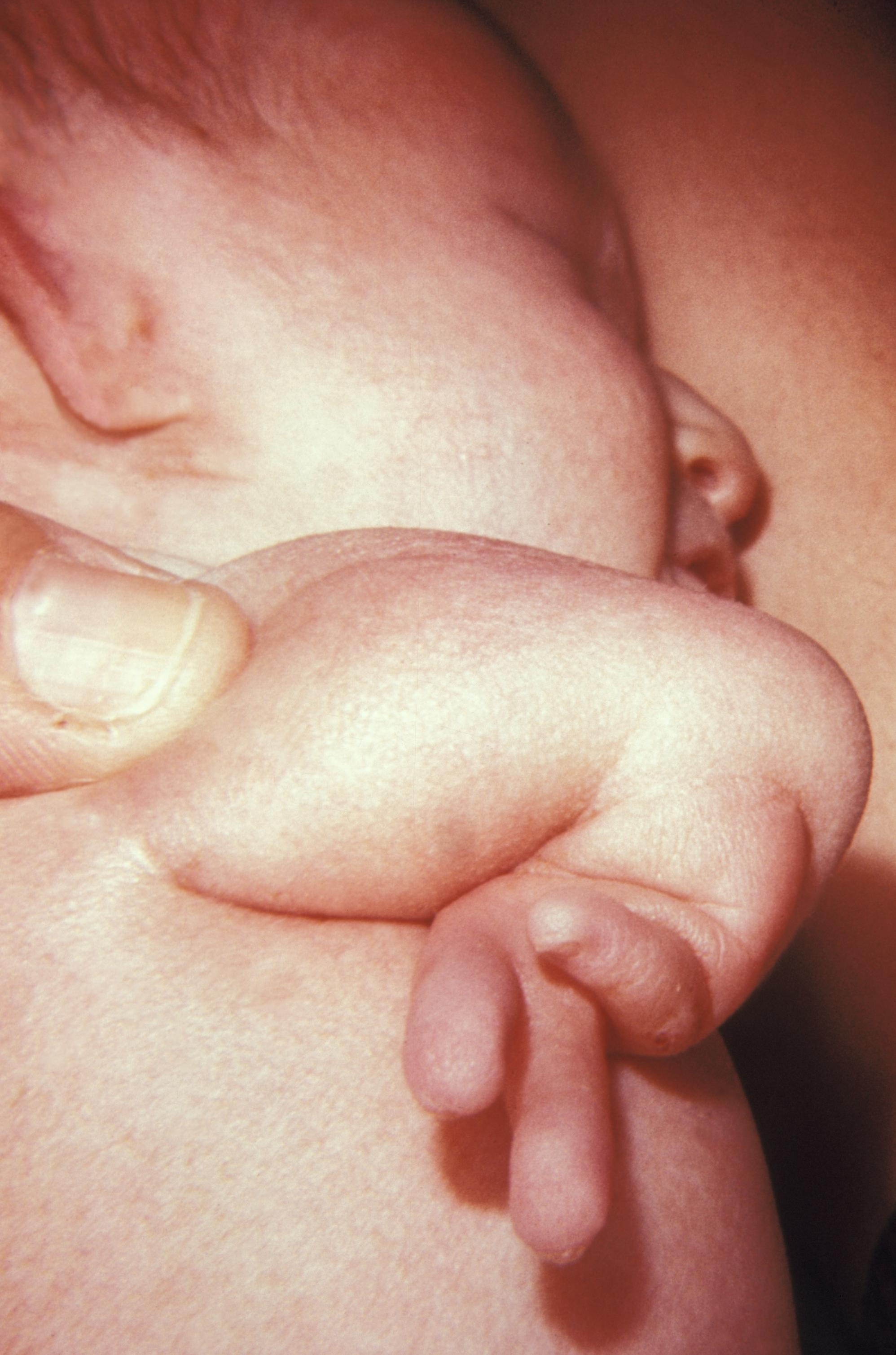
Fehlbildungen des Armes

Die Bezeichnung VACTERL-Assoziation fasst eine Kombination komplexer Fehlbildungen auf dem Boden embryonaler, möglicherweise autosomal-rezessiv vererbter Entwicklungsstörungen zusammen.
VACTERL ist ein Acronym, das die möglichen Fehlbildungen beschreibt:
- V – Vertebrale Anomalien / Fehlbildungen der Wirbelsäule (vertebral)
- A – Anale und Aurikuläre Anomalien / Fehlbildungen des Afterbereiches z. B.: Analatresie (Verschluss des Afters oder Mastdarms)
- C – Herzfehler (engl.: cardiac defects) vor allem Kammerscheidewanddefekt (Ventrikelseptumdefekt)
- T – Tracheo-ösophageale Fistel / Verbindung zwischen Luft- und Speiseröhre
- E – Ösophagusatresie (engl.: esophagus) / Speiseröhrenverschluss
- R – Renale Fehlbildung / Nierenfehlbildungen / Nierenagenesie (renal)
- L – Limb-Fehlbildungen / Fehlbildung der Gliedmaßen, Arme oder Beine (z. B. Daumenfehlbildungen, Klumphand)

Hat ein Kind mindestens drei dieser Fehlbildungen, wird es medizinisch gesehen zur Gruppe der Kinder mit VACTERL-Assoziation gerechnet, synonym gebräuchlich ist auch VATER-Syndrom.

## Verbreitung
Die Häufigkeit wird mit 1 zu 10.000 – 40.000 Neugeborenen angegeben.

## Ursache
Die Ursachen sind bislang nicht bekannt, die Erkrankung tritt meist sporadisch auf.
Die Ursache könnte gemäß Artikel „Fehlbildung“ hier liegen: Die seit den 1950er Jahren bis 1980 zur Behandlung von Menstruationsstörungen und als Schwangerschaftstest eingesetzte Östrogen-Gestagen-Kombination Duogynon (Injektionslösung: Estradiolbenzoat und Progesteron; Drageeform: Ethinylestradiol und Norethisteronacetat; in anderen Ländern vermarktet auch unter den Namen Cumorit und Primodos) des Herstellers Schering wurde erstmals in den 1960er Jahren in Verbindung gebracht mit verschiedenen bei Neugeborenen aufgetretenen Fehlbildungen (Neuralrohrdefekte, Herz-Kreislauf-Fehlbildungen, VACTERL-Assoziation). Die in dem Zusammenhang veröffentlichten Studien waren von unterschiedlicher Qualität und die Ergebnisse uneinheitlich, so dass weder eine ursächliche Wirkung noch eine statistisch gesicherte Korrelation nachgewiesen werden konnten. Ein Verfahren der Berliner Staatsanwaltschaft gegen Schering wurde 1980 eingestellt.
Ausnahmen bilden folgende, sehr seltene Formen:
- VACTERL-H, assoziiert mit Hydrozephalus, autosomal-rezessiv, Mutationen am PTEN-Gen am Genlocus 10q23.31[6]
- VACTERL, (Synonym: Sujansky-Leonard-Syndrom), X-chromosomal-rezessiv, Mutationen am ZIC3-Gen an Xq26.3[7][8][9]

## Diagnose und Therapie
Die Diagnose und jeweilige Behandlung findet sich unter den einzelnen, im Akronym aufgeführten Fehlbildungen.

## Differentialdiagnose
Abzugrenzen sind:
- Baller-Gerold-Syndrom
- CHARGE-Syndrom
- Currarino-Syndrom
- Fanconi-Anämie
- Feingold-Syndrom
- Fryns-Syndrom
- Goldenhar-Syndrom
- Mikrodeletionssyndrom 22q11
- MURCS-Assoziation
- Pallister-Hall-Syndrom
- Townes-Brocks-Syndrom

## Geschichte
Der Begriff VATER  wurde im Jahre 1972 durch L. Quan und D. W. Smith geprägt, die Erweiterung auf VACTERL erfolgte im Jahre 1974 durch S. A. Temtamy und J. D. Miller.